# Kasjonno-Kuschorski
Kasjonno-Kuschorski (russisch Казённо-Кужорский, adygeisch Казеннэ-Къужъыор) ist ein Dorf (chutor) in Südrussland. Es gehört zur Republik Adygeja und hat 767 Einwohner (Stand 2019). Im Ort gibt es 9 Straßen. Kazyonno-Kasjonno-Kuschorski liegt 32 km südlich von Koschechabl (dem Verwaltungszentrum des Bezirks) auf der Straße. Wolnoje ist der nächstgelegene ländliche Ort.